# 菱川花菜
菱川 花菜（ひしかわ はな、2003年5月19日 - ）は、日本の女性声優。東京都出身。ラクーンドッグ所属。
代表作は、『デリシャスパーティ♡プリキュア』（和実ゆい / キュアプレシャス）。
父は映像作家・映画監督・写真家・アートディレクターで武蔵野美術大学教授の菱川勢一。兄は映像作家・写真家の菱川太壱。

## 略歴
保育園児の頃から芸能人になることに憧れ、小学5年生のときに地域の劇団に触れる機会があったことから、役者またはそれをサポートする仕事をやりたいと思うようになる。それと同じ頃に『マギ』のテレビアニメを見始めたことがきっかけで、アニメにはまりだすと共に声優の存在を知り、以降志すようになった。
中学生の頃はあがり症になりかけたことで、夢を諦めかけたが、中学3年の時の同級生が芸能人を目指すことに感化され、改めて声優になることを決意。高校入学と同時にプロ・フィット声優養成所に入所する
。高校在学中の2020年にデビュー。初めての仕事は『SSSS.DYNAZENON』第4話のお天気キャスター役、デビュー作は『憂国のモリアーティ』の少女役。2021年4月1日よりプロ・フィット預かりとなる。2022年4月1日よりプロ・フィットのマネジメント業務終了に伴い、ラクーンドッグへ移籍し、同社の預かりとなる。2024年4月より正所属。
2022年、『デリシャスパーティ♡プリキュア』の主人公である和実ゆい / キュアプレシャス役に抜擢。21世紀生まれ初のプリキュア声優かつ自身初のレギュラー番組で主演となった。開始当初は高校在学中だったが、卒業後さらに大学に進学しながら、放送への出演を両立した。発表会見では2004年2月開始の「プリキュアシリーズ」とは同級生だと紹介されている。菱川自身も幼少期に『Yes!プリキュア5GoGo!』『フレッシュプリキュア!』『ハートキャッチプリキュア!』を見ており、おもちゃも妹と取り合いになっていたと語っている。

## 人物
趣味は絵を描くこと、プロレス・サッカー鑑賞。DDTプロレスリング所属のMJポーのファンである。特技は絵を描くこと、ビビンバを混ぜること、料理。
好きなスポーツはサッカー。小学生の頃にサッカークラブに6年間在籍していた。
尊敬する声優は石原夏織と千本木彩花で、落ち込んだときには彼女達の出演作を見ることがルーティンとなっている。

## 出演
太字はメインキャラクター。

### テレビアニメ
2020年
- 憂国のモリアーティ（少女）

2021年
- アイカツプラネット!（子供）
- さよなら私のクラマー（久乃木2番）
- SSSS.DYNAZENON（お天気キャスター）
- 聖女の魔力は万能です（侍女、メイド）
- 擾乱 THE PRINCESS OF SNOW AND BLOOD
- 白い砂のアクアトープ（一般客）
- ブルーピリオド（女子）

2022年
- トロピカル〜ジュ!プリキュア（和実ゆい）
- デリシャスパーティ♡プリキュア（2022年 - 2023年、和実ゆい / キュアプレシャス）
- 失格紋の最強賢者（女子生徒）
- 可愛いだけじゃない式守さん（女子生徒）
- であいもん（女子B）
- 黒の召喚士（シュトラ・トライセン）
- 忍の一時（子供）

2023年
- もののがたり（女性）
- もういっぽん!
- ひろがるスカイ!プリキュア（キュアプレシャス）
- 君は放課後インソムニア（女子生徒、灰田の彼女）
- ホリミヤ -piece-（女子生徒の声）
- 呪術廻戦 懐玉・玉折/渋谷事変（生徒）
- パズドラ（のっぺらぼうの少年、メンバー）
- でこぼこ魔女の親子事情（幼いビオラ、PaPaゴーレム）
- B-PROJECT〜熱烈*ラブコール〜（ファン）
- ミギとダリ（そらまめの家の子供B）
- ドラえもん（テレビ朝日版第2期）（チョコレイツ③）
- 盾の勇者の成り上がり（2023年 - 2025年、ウィンディア） - 2シリーズ

2024年
- ゆびさきと恋々（桜瀬まどか）
- 魔王の俺が奴隷エルフを嫁にしたんだが、どう愛でればいい?（シャスティル、少女）
- 怪獣8号（女の子、受験生、リサ）
- なぜ僕の世界を誰も覚えていないのか?（レーレーン）
- 2.5次元の誘惑（女子児童A）
- 魔法使いになれなかった女の子の話（クルミ＝ミライ）
- 魔王2099（高橋）
- 星降る王国のニナ（メア）
- 嘆きの亡霊は引退したい（エクレール・グラディス）

2025年
- ハニーレモンソーダ（桃）
- 真・侍伝 YAIBA（桃井恵子、女の子、門下生、金長ダヌキたち、女性）
- 紫雲寺家の子供たち（紫雲寺南）
- 黒執事 -緑の魔女編-（アンネ・ドレヴァンツ）
- おじゃる丸（蝶々）
- 九龍ジェネリックロマンス（相談者）
- 機動戦士Gundam GQuuuuuuX（カンチャナ）
- 一瞬で治療していたのに役立たずと追放された天才治癒師、闇ヒーラーとして楽しく生きる（治癒師C）
- フードコートで、また明日。（山本の同級生）
- Turkey!（音無麻衣）
- その着せ替え人形は恋をする Season 2（生徒会長）
- 出禁のモグラ（友人B）
- 信じていた仲間達にダンジョン奥地で殺されかけたがギフト『無限ガチャ』でレベル9999の仲間達を手に入れて元パーティーメンバーと世界に復讐&『ざまぁ!』します!（ナズナ）
- 姫騎士は蛮族の嫁（ツェツィ）

2026年
- さよならララ（ララ）

### 劇場アニメ
- 映画大好きポンポさん（2021年）
- 劇場版 少女☆歌劇 レヴュースタァライト（2021年）
- 竜とそばかすの姫（2021年）
- 怪盗クイーンはサーカスがお好き（2022年、東欧の少女）
- 映画 デリシャスパーティ♡プリキュア 夢みる♡お子さまランチ! / わたしだけのお子さまランチ（2022年、和実ゆい / キュアプレシャス[38]）
- BLUE GIANT（2023年）
- 映画 プリキュアオールスターズF（2023年、和実ゆい / キュアプレシャス[39]）
- トラペジウム（2024年）

### OVA
- ギヴン うらがわの存在（2021年、女子生徒B） - コミックス第7巻DVD付き限定版

### Webアニメ
- Duel Masters LOST（2024年 - 2025年[初出 16]、香取ニイカ[40][初出 17]） - 2シリーズ[一覧 2]

### ゲーム
2021年
- 東方ダンマクカグラ（秋静葉）
- タイムディフェンダーズ（スネグーラチカ）
- 鬼滅の刃 ヒノカミ血風譚
- 黒騎士と白の魔王（バティン）

2022年
- クイズRPG 魔法使いと黒猫のウィズ（ユルル、ジャン）
- プリキュアかずあそび（キュアプレシャス）
- ブラウンダスト（ミューズ）
- 燐光のレムリア 星空の絆（サクヤ）
- モンスターストライク（2022年 - 2025年、リカラス、シェオル）
- ソードアート・オンライン アンリーシュ・ブレイディング（シルヴィー）
- アズールレーン（羽黒）
- DeEternity（サーカススター）
- Epic Seven-エピックセブン-（ae-NINGNING）

2023年
- コードギアス 反逆のルルーシュ ロストストーリーズ（朱城ベニオ）
- 逆転オセロニア（シェムケリー）
- OCTOPATH TRAVELER II
- ガールフレンド（仮）（吉川繭子〈2代目〉）
- takt op. 運命は真紅き旋律の街を（ラ・カンパネラ）
- 悪魔執事と黒い猫（トリシア・クリフォード）
- ブラウンダスト2（アンジェリカ）
- シャイニングニキ（キルシェ）
- 魔女の泉R（カンナ）
- タワーオブスカイ（ニャネーロ）
- ヘブンバーンズレッド（最上先輩）
- Shadowverse（デスティニーセイント・イオ、コントラクトキーパー）

2024年
- もんなし姫騎士団（ナビ子）
- リルヤとナツカの純白な嘘
- ペルソナ3 リロード
- ドラゴンクエストIII そして伝説へ…（HD-2D版）
- アッシュエコーズ-Ash Echoes-（ワカーサ）
- ホーリーアンデッド 〜非モテでぼっちの死霊術士が、聖女に転生してお友達を増やします〜（シャーロット・ルルド・アリスター）

2025年
- Tower of Fantasy（幻塔）（アントリア）
- グランブルーファンタジー（ワクドキ）
- りっく☆じあ〜す（シャル、ゼナ）

### デジタルコミック
- 勇者ご一行の帰り道（2022年、ニナ[74]）
- 神クズ☆アイドル 番外編（2022年、遅番[75]）
- 天空の保育士（2023年、こえだ[76]）
- タタリ（2023年、成川ユキ[77]）
- ハローデザイア（2024年）[78]

### 吹き替え
- 攻略うぉんてっど!〜異世界救います!?〜（2023年、観客）

### ラジオ
※はインターネット配信。
- 菱川花菜のはなことば。（2022年 - 2025年、超!A&G+※）[79]
- まほなれラジオ〜レットラン魔法学校普通科ホームルーム（2024年、文化放送[80]）
- 菱川花菜の耳のおともに（2025年、音泉※）[81]
- Turkey!一刻館高校ボウリング活動戦姫（2025年、HiBiKi Radio Station※）[82]

### 映像商品
- デリシャスパーティ♡プリキュア 感謝祭（2023年）[83]

### 朗読劇
- 朗読劇「絶滅ホスト」（2023年9月29・30日、Theater Mixa） - エリ 役[84]

### ASMR
- エクラント・ドールズ
  - ASMR恋煩いの乙女たち～志継ぎし人形師の少女～（2024年、レイラ・リュンソワール[85]）
- ASMR爆熱少女の癒やし～純情彼女の全力恋愛劇！～（2025年、珠希恋[86]）
- ニートくノ一ASMR あやめ編〜恋人特別任務旅行〜（2025年、百地彩夢[87]）

### その他コンテンツ
- 『カッコウの許嫁』100人100声企画（2021年） - 朗読[12]
- 山形日産グループ創業60周年記念 アニメCM（2021年、友人A[88]）
- 『Acorns（エイコーンズ）』 Tonko House Original Animation（2021年、ケラ）
- 遊助「この船のテーマ」MV（2022年、少年カイト[89]）
- マスクプレイミュージカル『デリシャスパーティ♡プリキュア ドリームステージ♪』（2022年 - 2023年、和実ゆい / キュアプレシャス[90]）
- シャープ「COCORO VOICE」ホットクック・ヘルシオ用カスタムボイス（2022年、和実ゆい / キュアプレシャス[91]）
- Spoon Radio Japan「音声配信アプリSpoon」ABEMA内CM「声で広がる、新しい舞台」篇（2024年、岡本信彦と顔出し出演[92]）
- マスクプレイミュージカル『ひろがるスカイ!プリキュア ドリームステージ♪』（2024年7月 - 2025年3月、和実ゆい / キュアプレシャス[93]）
- マスクプレイミュージカル『わんだふるぷりきゅあ! ドリームステージ♪』（2024年7月 - 2025年3月予定、和実ゆい / キュアプレシャス[94]）
- 『南くんはその声に焦らされたい2』ドラマCD（2024年、幸大〈幼少期〉[95]）
- リアル脱出ゲーム「私たちのリアル脱出ゲームからの脱出」（2024年、清水海咲[96]）
- 久住琳・菱川花菜のBeta-Bumi!!（2024年12月 - 、ニコニコ生放送）

## ディスコグラフィ

### キャラクターソング
| 発売日         | 商品名                                                                        | 歌 | 楽曲                                                              | 備考                                                            |
| -------------- | ----------------------------------------------------------------------------- | --- | ----------------------------------------------------------------- | --------------------------------------------------------------- |
| 2022年7月20日  | デリシャスパーティ♡プリキュア ボーカルアルバム 〜Welcome to Delicious Party〜 | 和実ゆい（菱川花菜）                                                                                                 | 「スマイルメニュー◎」                                             | テレビアニメ『デリシャスパーティ♡プリキュア』関連曲             |
| 2022年7月20日  | デリシャスパーティ♡プリキュア ボーカルアルバム 〜Welcome to Delicious Party〜 | キュアプレシャス（菱川花菜）、キュアスパイシー（清水理沙）、キュアヤムヤム（井口裕香）、キュアフィナーレ（茅野愛衣） | 「キズナ♡スペシャリティ」                                         | テレビアニメ『デリシャスパーティ♡プリキュア』関連曲             |
| 2023年2月1日   | デリシャスパーティ♡プリキュア ボーカルベスト 〜Delicious Ambitious!〜         | キュアプレシャス（菱川花菜）、キュアスパイシー（清水理沙）、キュアヤムヤム（井口裕香）、キュアフィナーレ（茅野愛衣） | 「Cheers!デリシャスパーティ♡プリキュア 〜Precure Quartet Ver.〜」 | テレビアニメ『デリシャスパーティ♡プリキュア』関連曲             |
| 2024年1月3日   | Side Project! 01                                                              | 音無麻衣（菱川花菜）                                                                                                 | 「さすらい」                                                      | テレビアニメ『Turkey!』関連曲                                   |
| 2024年1月3日   | Side Project! 01                                                              | Turkey! - 長野県一刻館高校ボウリング部                                                                               | 「神々LOOKS YOU」                                                 | テレビアニメ『Turkey!』関連曲                                   |
| 2024年7月5日   | Side Project! 02                                                              | 音無麻衣（菱川花菜）                                                                                                 | 「中庭の少女たち」                                                | テレビアニメ『Turkey!』関連曲                                   |
| 2024年7月5日   | Side Project! 02                                                              | Turkey! - 長野県一刻館高校ボウリング部                                                                               | 「サマータイムシンデレラ」                                        | テレビアニメ『Turkey!』関連曲                                   |
| 2024年10月25日 | カンターレ                                                                    | ニイカ（菱川花菜）                                                                                                   | 「カンターレ」                                                    | Webアニメ『Duel Masters LOST 〜追憶の水晶〜』エンディングテーマ |
| 2024年10月30日 | 夜の音                                                                        | レーレーン（菱川花菜）                                                                                               | 「夜の音」                                                        | テレビアニメ『なぜ僕の世界を誰も覚えていないのか?』関連曲       |
| 2025年6月25日  | TVアニメ『紫雲寺家の子供たち』音楽歌集「Sibphony:)」                          | 紫雲寺家の子供たち                                                                                                   | 「LIKE YOU o(>< = ><)o LOVE YOU?」                                | テレビアニメ『紫雲寺家の子供たち』エンディングテーマ            |

## ライブ

### 合同ライブ
| 出演日        | タイトル                            | 会場         |
| ------------- | ----------------------------------- | ------------ |
| 2024年1月20日 | 全プリキュア 20th Anniversary LIVE! | 横浜アリーナ |